# Clouds Rest
Clouds Rest (Engels voor Wolkenrust) is een 3027 meter hoge berg in Yosemite National Park, in het oosten van de Amerikaanse staat Californië. Hoewel veel bergen in het park veel hoger zijn, valt Clouds Rest erg op doordat de berg boven het centrale dal, Yosemite Valley, uitsteekt.

## Geografie
De top van de berg is te bereiken via een 11,6 kilometer lange wandelroute vanaf Tioga Pass Road of via een 15,1 kilometer lange wandelroute vanaf Little Isles bij Little Yosemite Valley. Er zijn ook meerdere technische routes beschikbaar.
Clouds Rest is een arête, een vrij scherpe en richel van gesteente, die gevormd is toen gletsjers weg erodeerden, waardoor stevig gesteente werd gevormd in Tenaya Canyon en Little Yosemite Valley. 
De noordwestkant van de berg, bestaande uit vooral massief graniet, steekt 1520 meter boven Tenaya Creek uit. 

## Geschiedenis
De arts Lafayette H. Bunnell vertelde dat het gezelschap waarin hij verkeerde de berg Clouds Rest hadden gedoopt, omdat ze naar het kamp terugkeerden om te voorkomen dat ze in een sneeuwstorm terecht zouden komen, nadat ze "de wolken snel zagen neerdalen rond de berg om daar te rusten."
Bezienswaardigheden: Bridalveil Fall · Cathedral Lakes · Cathedral Peak · Chilnualna Falls · Clouds Rest · El Capitan · Emerald Pool · Glacier Point · Grand Canyon of the Tuolumne · Grizzly Giant · Half Dome · Hetch Hetchy · Horsetail Fall · John Muir Trail · Mariposa Grove · Merced Grove · Merced River · Mount Conness · Mount Dana · Mount Lyell · Mount Starr King · Nevadawaterval · Ostrander Lake · Pacific Crest Trail · Sentinel Dome · Sentinel Rock · Tenaya Canyon · Tenaya Lake · Tunnel View · Tuolumne Grove · Tuolumne Meadows · Tuolumne River · Vernalwaterval · Wawona Tunnel Tree · Yosemite Valley · Yosemitewaterval

Bebouwing: Ahwahnee Hotel · Badger Pass Ski Area · Camp 4 · Curry Village · Glacier Point Hotel · Housekeeping Camp · LeConte Memorial Lodge · Pioneer Yosemite History Center · Rangers' Club · Parsons Memorial Lodge · Wawona · Wawona Hotel · Yosemite Valley Chapel · Yosemite Valley Lodge · Yosemite Village

Vervoer: SR 41 · SR 120 · SR 140 · Wawona Tunnel · Yosemite Area Regional Transportation System

Personen: Ahwahnechee · Chief Tenaya · Frederick Law Olmsted · Galen Clark · John Conness · John Muir · Sierra Miwok · Stephen Mather · Robert Underwood Johnson